# ریکه کاکل‌به‌سر
ریکه کاکل‌به‌سر یا ریکی با کاکل (فرانسوی: Riquet à la houppe‎) که در زبان انگلیسی با نام‌هایی چون "Riquet with the Tuft" یا "Ricky of the Tuft" شناخته می‌شود، یکی از افسانه‌های ادبی فرانسوی است که نخستین بار توسط کاترین برنار در سال ۱۶۹۶ در مجموعهٔ اینسِ کوردوبا منتشر شد. نسخهٔ مشهورتر آن، اثر شارل پرو است که در سال ۱۶۹۷ در مجموعهٔ داستان‌ها یا قصه‌هایی از گذشته منتشر شد.

## نام داستان
در مورد منشأ نام «ریکی» چند نظریه وجود دارد:
- ممکن است پرو به‌طور شوخ‌طبعانه به خانوادهٔ "ریکیِتی" اشاره کرده باشد که نامشان فرانسوی‌سازی شده و به "ریکی" تبدیل شده بود.
- طبق یادداشت‌های امیل لیتره، در لهجهٔ نورماندی، «ریکی» به معنای «قوزدار» یا «ناهنجار» است.
- احتمال دارد «ریکی» صورت کوچک‌شدهٔ «آنریکت» (Henriquet)، به معنای «آنری کوچک» باشد.

## خلاصه داستان
در نسخهٔ شارل پرو، شاهزاده‌ای زشت به نام ریکی به دنیا می‌آید. در زمان تولد، پری‌ای ظاهر می‌شود و به او دو موهبت می‌بخشد: هوش فراوان و توانایی انتقال هوش به کسی که عاشقش باشد. از آنجا که در ناحیهٔ پشت سرش کاکلی از مو دارد، به او لقب «ریکی با کاکل» می‌دهند.
چند سال بعد، ملکه‌ای در پادشاهی همسایه دوقلو به دنیا می‌آورد. دختر نخست بسیار زیبا اما احمق است؛ پری همان، به ملکه هشدار می‌دهد که این دختر اگرچه زیباست، اما از عقل بهره‌ای ندارد. دختر دوم زشت است، ولی آن‌قدر باهوش خواهد شد که زشتی‌اش به چشم نخواهد آمد. پری به دختر زیبا نیز موهبتی می‌دهد: او می‌تواند زیبایی‌اش را به کسی که دوستش دارد، منتقل کند.
با گذر زمان، دو خواهر رشد می‌کنند. خواهر دوم، علی‌رغم زشتی‌اش، باهوش و محبوب است. اما خواهر زیبا به‌دلیل نداشتن هوش، اندوهگین و منزوی است.
روزی، او برای فرار از غمش به جنگل می‌رود و در آنجا با ریکی روبه‌رو می‌شود. ریکی که عاشق تصاویر مشهور این شاهزاده شده، به سرزمین او آمده است. آن‌دو گفتگو می‌کنند. شاهزاده‌خانم از این‌که هوش ندارد شکایت می‌کند و می‌گوید حاضرم زیبایی‌ام را بدهم اگر بتوانم خردمند باشم. ریکی به او پیشنهاد می‌دهد در صورتی که یک سال بعد با او ازدواج کند، اکنون به او هوش بدهد. شاهزاده‌خانم که به‌درستی نمی‌تواند عواقب را بفهمد، می‌پذیرد.
پس از آن، شاهزاده‌خانم به زنی بسیار خردمند و جذاب تبدیل می‌شود و خواستگارهای زیادی پیدا می‌کند، اما چون همه‌شان را سطحی و کم‌هوش می‌یابد، نمی‌تواند تصمیم بگیرد.
یک سال می‌گذرد. روزی او دوباره در همان جنگل، ریکی را می‌بیند. ریکی آمده تا عهد ازدواج را یادآوری کند. شاهزاده‌خانم ابتدا مخالفت می‌کند و می‌گوید عهدی که بدون عقل داده، نمی‌تواند الزام‌آور باشد. اما وقتی ریکی می‌پرسد آیا چیزی جز ظاهرش تو را آزار می‌دهد؟ او پاسخ می‌دهد: «نه». در این لحظه، ریکی یادآوری می‌کند که او هم در هنگام تولد، موهبتی دریافت کرده که می‌تواند مرد محبوبش را زیبا کند. شاهزاده به ویژگی‌های اخلاقی و ذهنی ریکی فکر می‌کند، و او در نظرش زیباتر از هر مردی می‌شود.
در نهایت، آن‌ها ازدواج می‌کنند. راوی می‌پرسد آیا واقعاً پری باعث زیبایی ریکی شد یا این عشق بود که نگاه شاهزاده‌خانم را تغییر داد.

## تفاوت میان نسخه‌های پرو و برنار
هرچند در هر دو نسخه ساختار کلی یکی است (شاهزادهٔ زشت و باهوش و شاهزاده‌خانم زیبا و ساده‌لوح)، اما تفاوت‌هایی اساسی دارند:
در نسخهٔ کاترین برنار، شاهزاده‌خانم نام «مامَا» دارد و خواهر دوم اصلاً وجود ندارد. ریکی هم هیچ پیش‌زمینه‌ای ندارد و فقط در دنیای زیرزمینی زندگی می‌کند.
در پایان داستان برنار، بر خلاف نسخهٔ شاد پرو، پایان تلخ‌تری رقم می‌خورد. در طول یک سالی که ریکی غایب است، شاهزاده‌خانم عاشق مردی به نام «آرادا» می‌شود. اما از ترس از دست دادن هوشش، ازدواج با ریکی را می‌پذیرد.
او سعی می‌کند با آوردن آرادا به دربار، معشوقش را پنهانی نزد خود نگاه دارد. اما ریکی متوجه می‌شود و برای انتقام، آرادا را به موجودی کوته‌قامت و زشت مثل خودش تبدیل می‌کند، به‌طوری که شاهزاده دیگر نمی‌تواند آن دو را از هم تشخیص دهد.

## تحلیل داستان
داستان «ریکی با کاکل» یک افسانهٔ فولکلوریک نیست، بلکه یک افسانهٔ ادبی است که برای خواندن در محفل‌های ادبی و سالن‌های قرن هفدهم فرانسه نوشته شده است.
تاکید داستان بر عقل (و نه فقط زیبایی) برای زنان جوان، بازتابی از ارزش‌های فرهنگی آن دوران فرانسه است، زمانی که افراد فرهیخته باید دارای "هُنِته" (honneteté) باشند؛ یعنی شرافت، درک، گفتار سنجیده و دانش ادبی کلاسیک.
پیام اخلاقی در نسخهٔ پرو این است که «عشق ظاهر را دگرگون می‌کند»، اما نسخهٔ برنار پیام تلخی دارد: ازدواج در نهایت آزادی زن را می‌رباید و همهٔ عاشقان سرانجام به شوهر تبدیل می‌شوند.

## اقتباس‌ها
- ۱۸۸۴: نمایشنامه‌ای کمدی-فانتزی توسط تئودور دو بن‌ویل
- ۱۹۰۸: فیلم صامت به کارگردانی آلبر کاپلانی
- ۱۹۲۸: اپرای کمدی سه‌پرده‌ای توسط ژرژ اوئه
- ۱۹۶۶: قسمت چهارم از مجموعه تلویزیونی فرانسوی "اگر پرو را روایت می‌کردند..."
- ۲۰۱۵: نمایش کمدی «ریکی با کاکل و شاهدختی به زیبایی پایش»
- ۲۰۱۶: رمان "ریکی با کاکل" نوشته آملی نوتوم
- ۲۰۱۸: کتاب کودک «ریکی» اثر الزا اوریول
- ۲۰۱۹: نمایش صحنه‌ای از گروه Comédiens au Chariot